# Budapesti Nemzetközi Könyvfesztivál

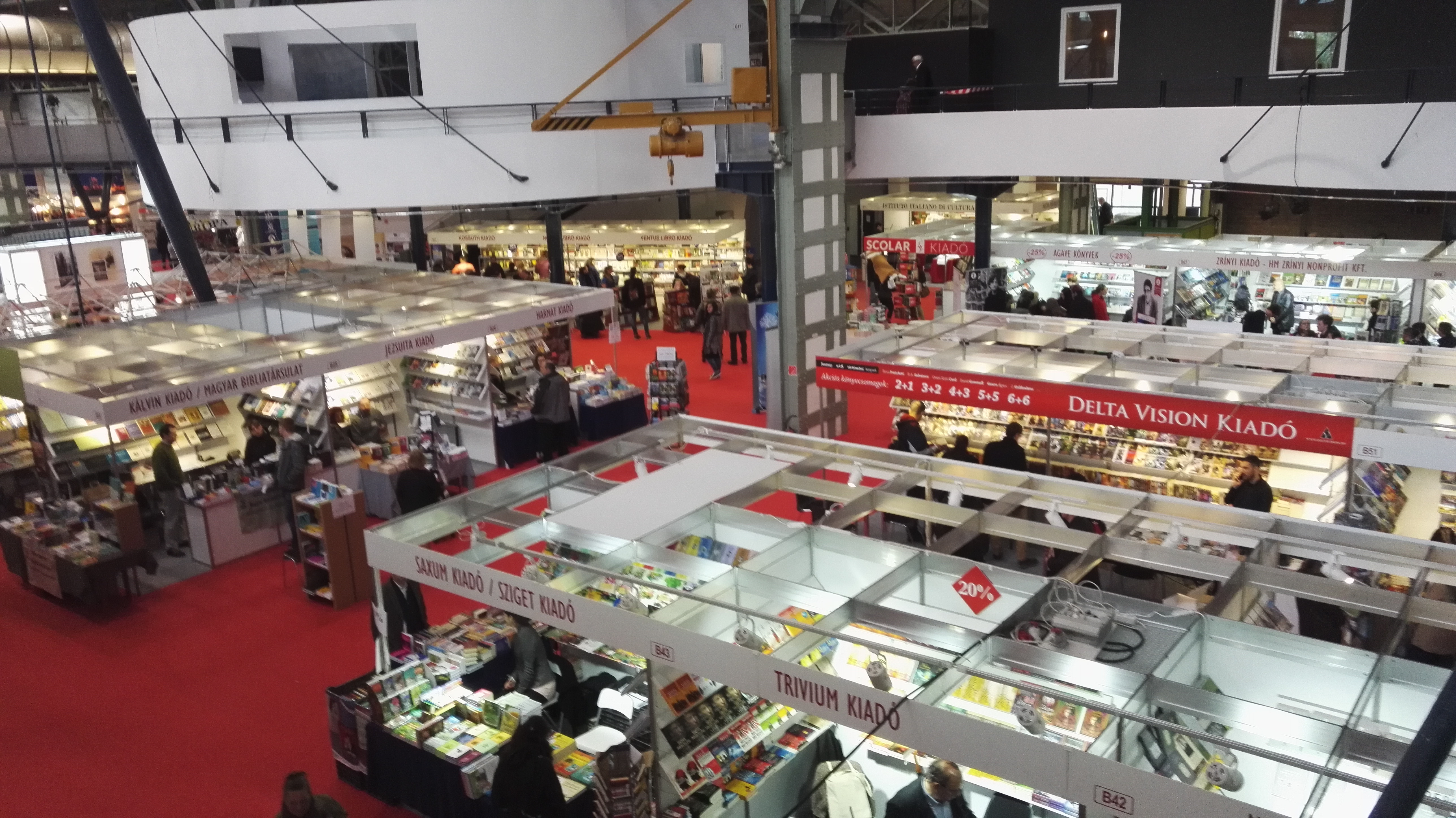
A 2017-es könyvfesztivál

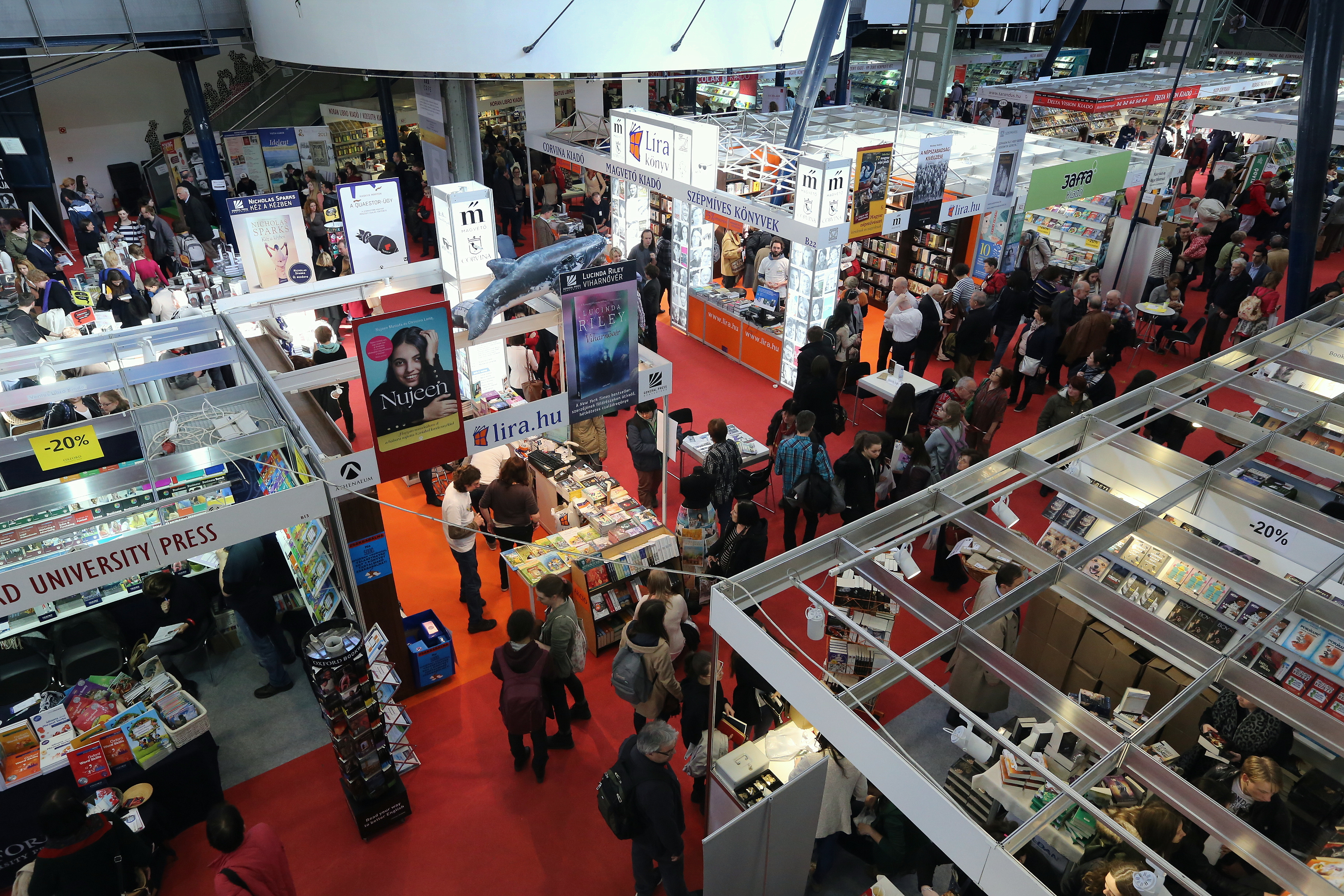
Könyvfesztivál, 2017

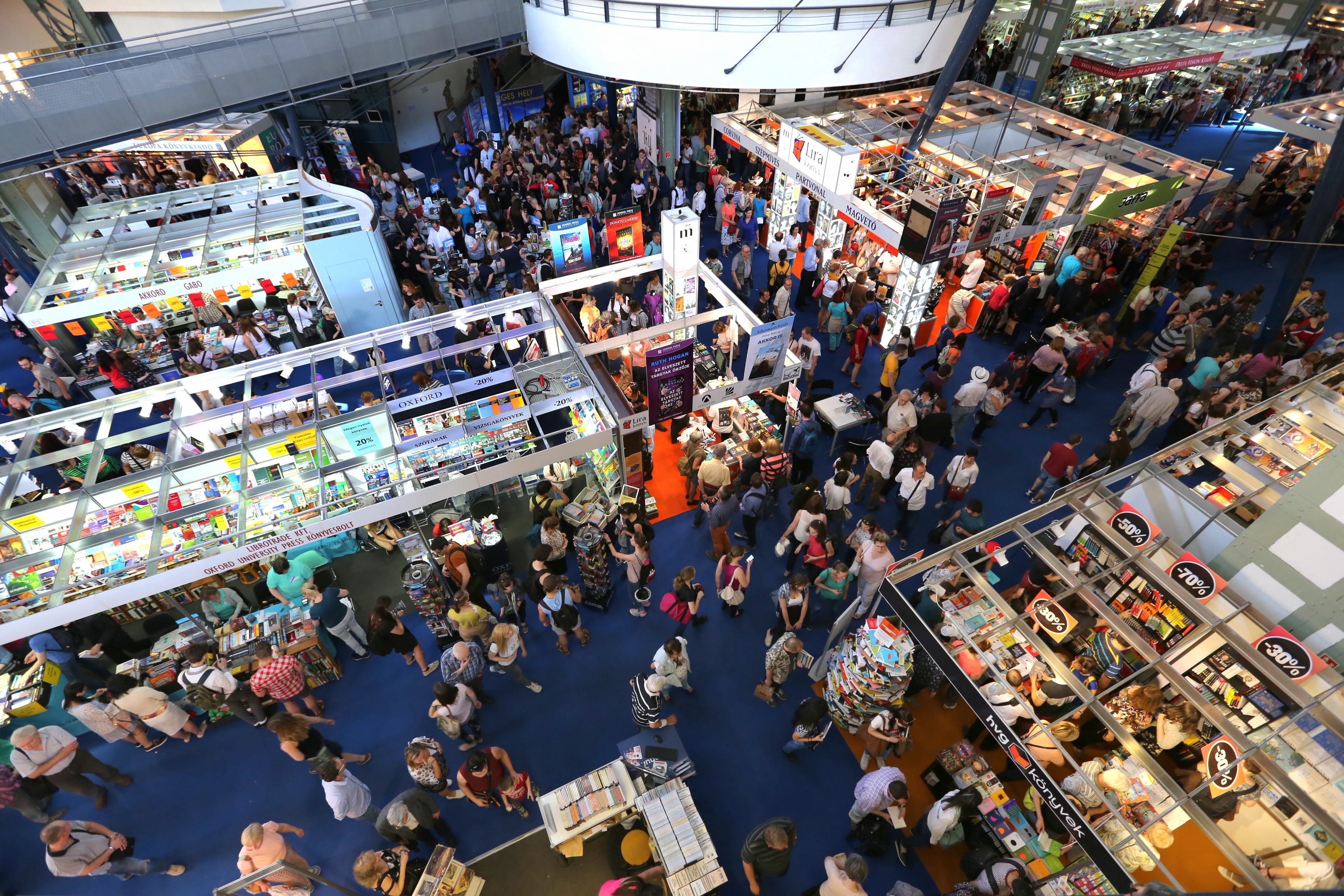
Könyvfesztivál, 2018

A Budapesti Nemzetközi Könyvfesztivál egy 1994 óta évente megrendezett kulturális rendezvény; a magyar nyelvű könyvkiadás és könyvpiac egyik legfontosabb szakmai fóruma. A magyarországi rendezvény a nemzetközi rangsorban a huszadik helyen áll.

## Története
1992 tavaszán a Magyar Könyvkiadók és Könyvterjesztők Egyesülésének elnöke, Bart István és a Frankfurti Könyvvásár igazgatója, Peter Weidhaas aláírta azt a megállapodást, amellyel elkezdődött a magyar könyvipar legnagyobb vására. Az első rendezvényt 1994-ben a Budapest Kongresszusi Központban tartották, ahol húsz ország 400 kiadója jelent meg.
A jubileumi, 25. könyvfesztivált a Millenárison rendezték meg 2018-ban, melyen 26 ország 160 kiállítója vett részt.

### Budapest-nagydíj

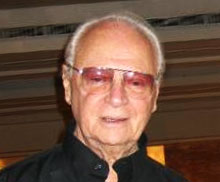
Efrájim Kishon

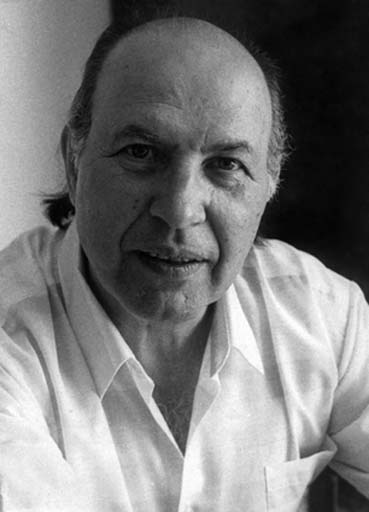
Kertész Imre

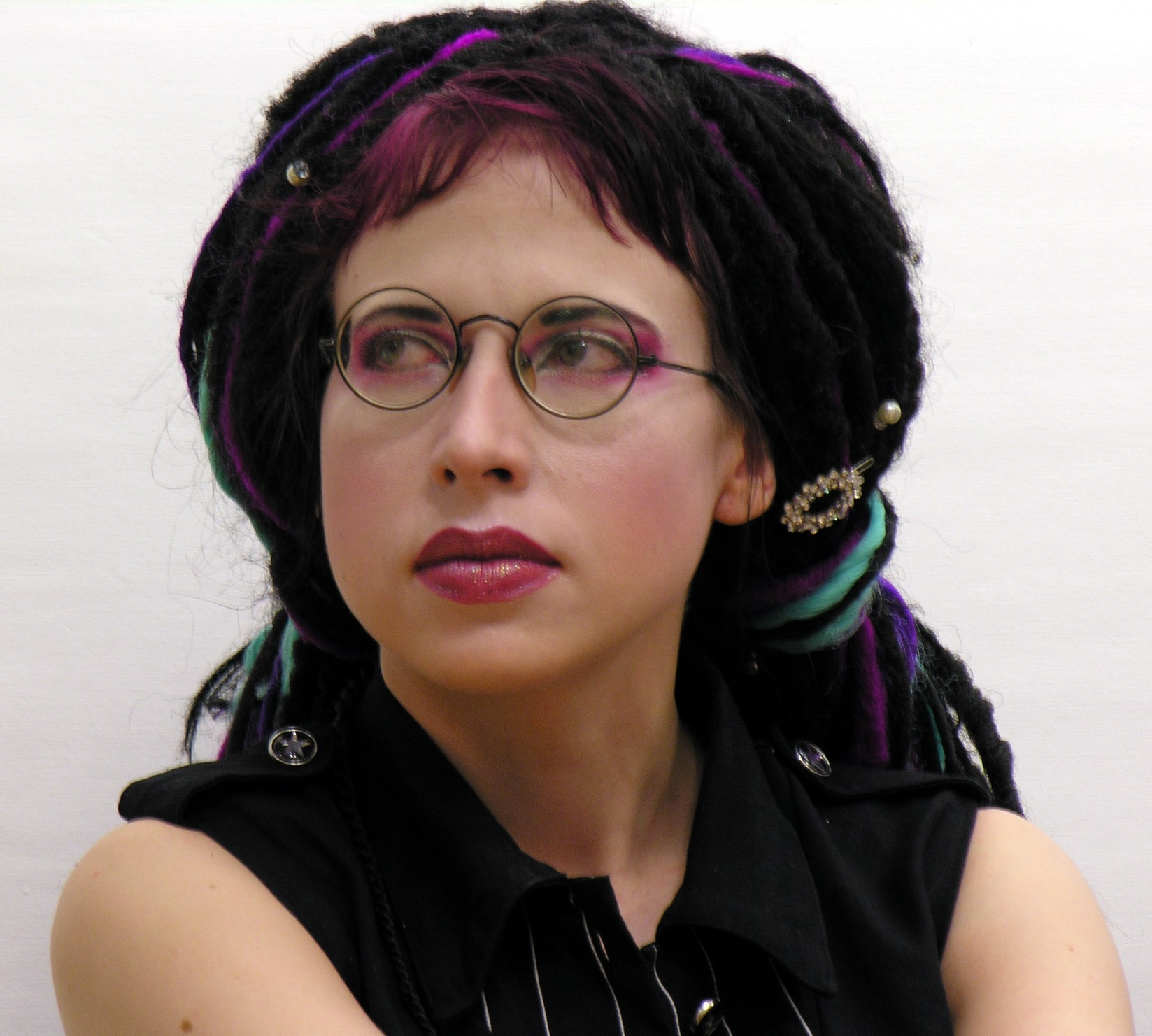
Sofi Oksanen

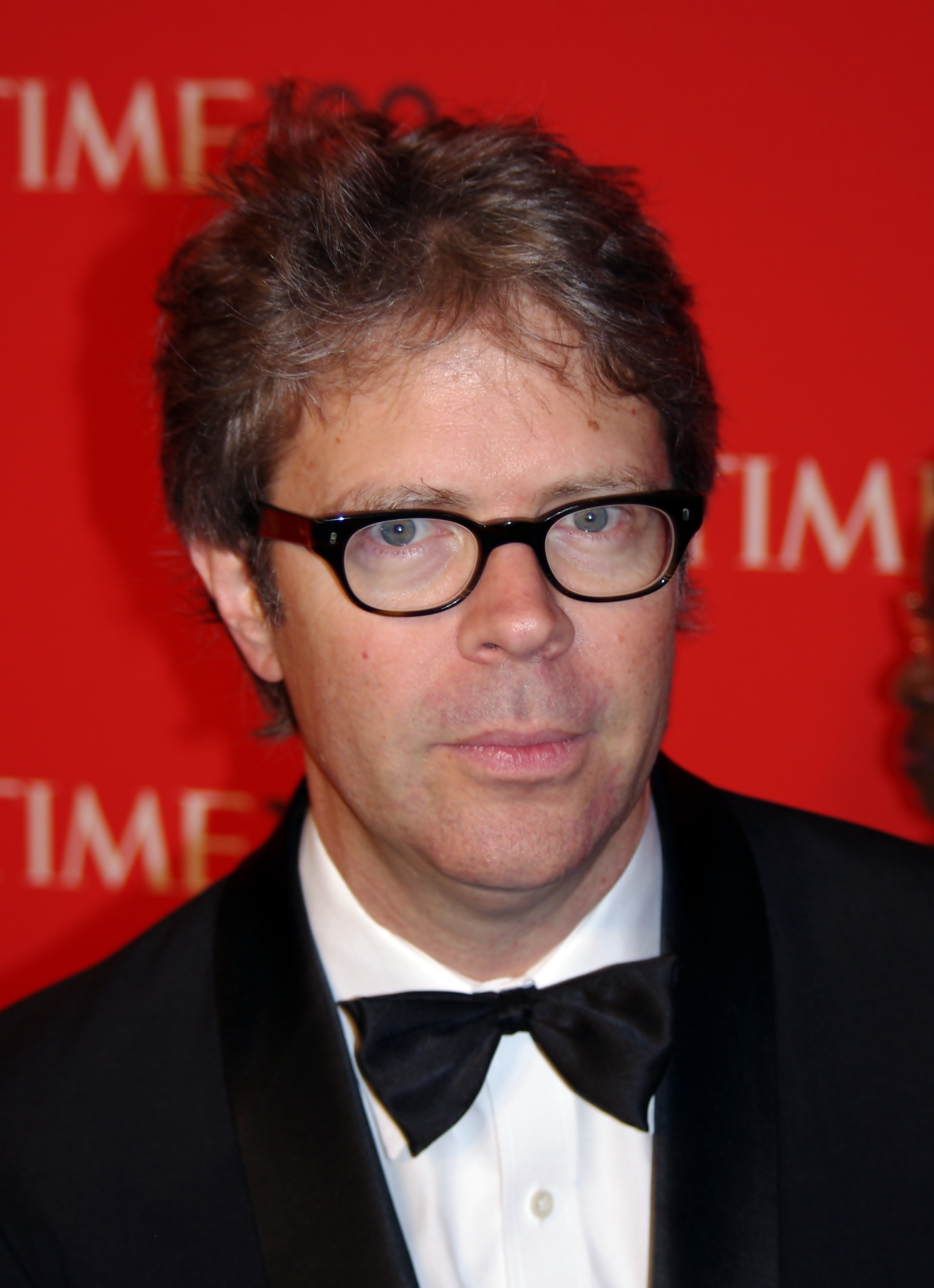
Jonathan Franzen

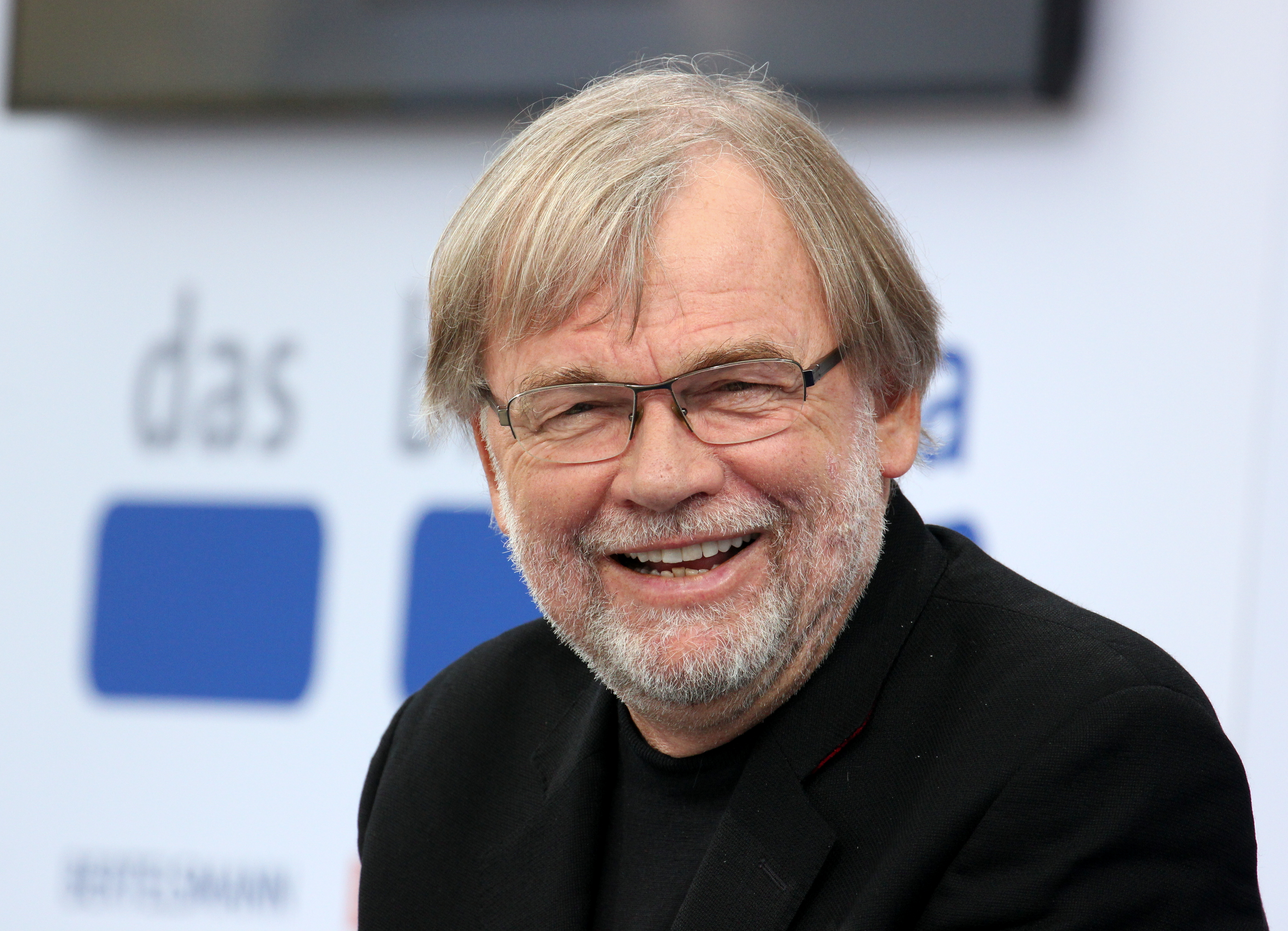
Jostein Gaarder

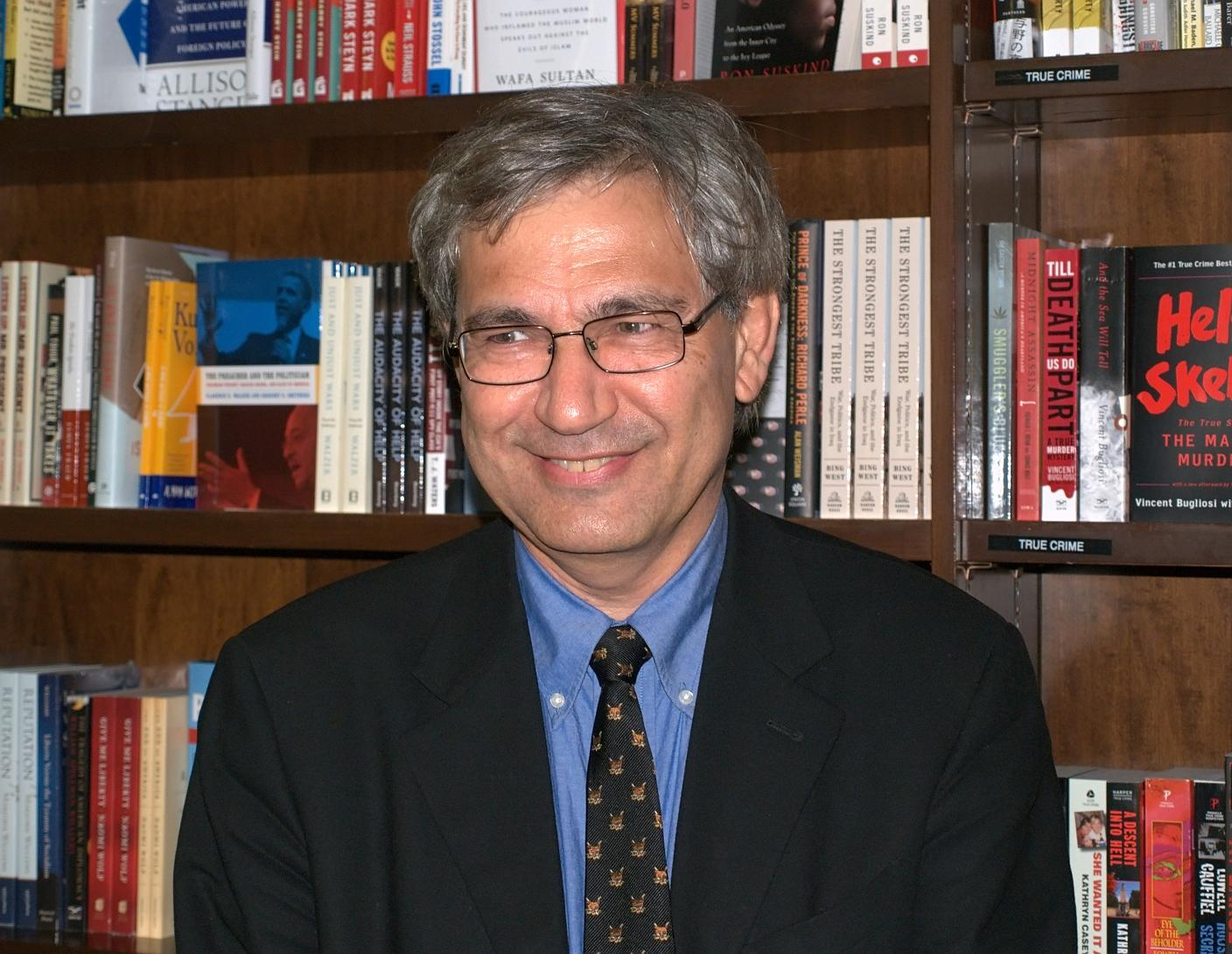
Orhan Pamuk

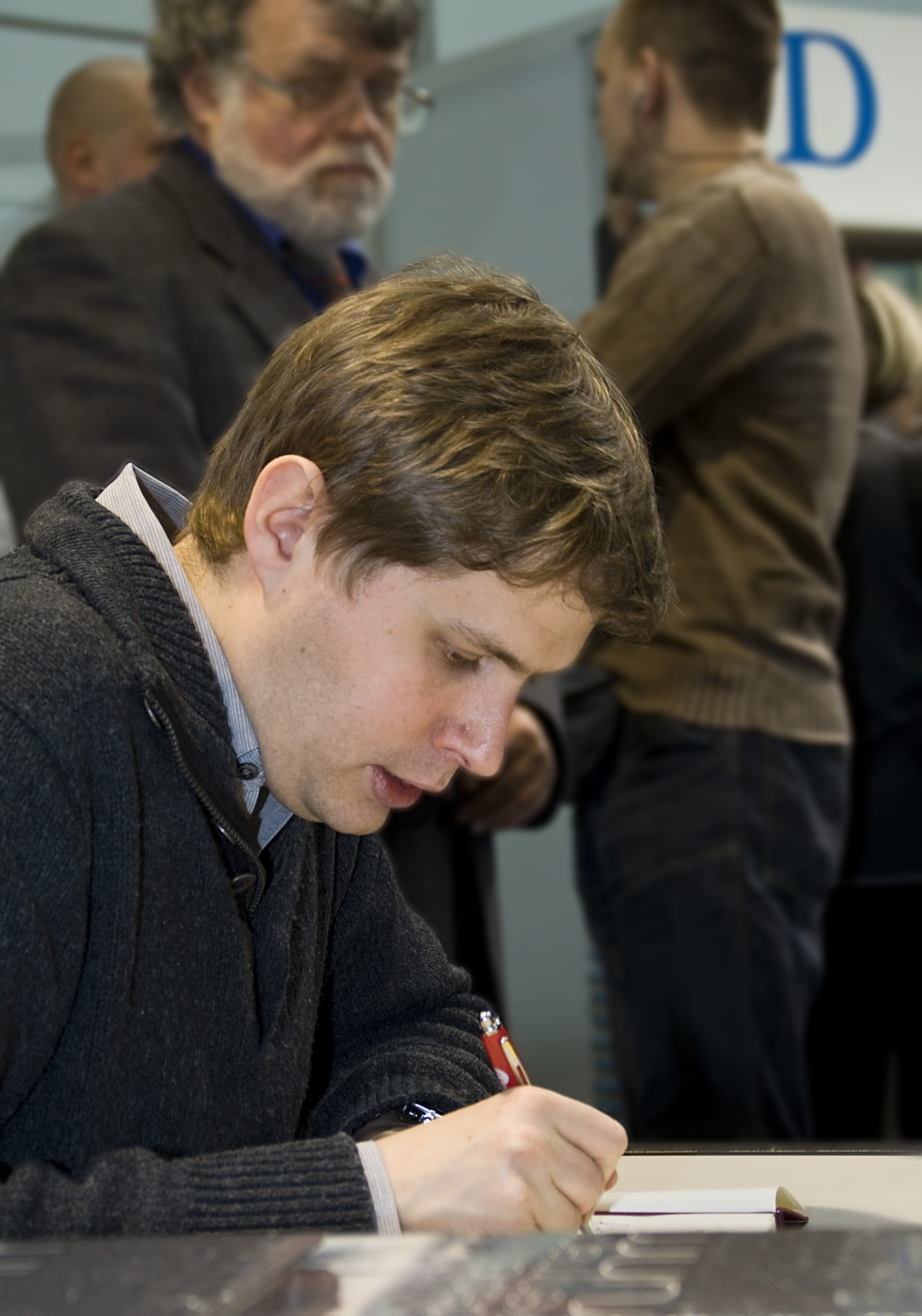
Daniel Kehlmann

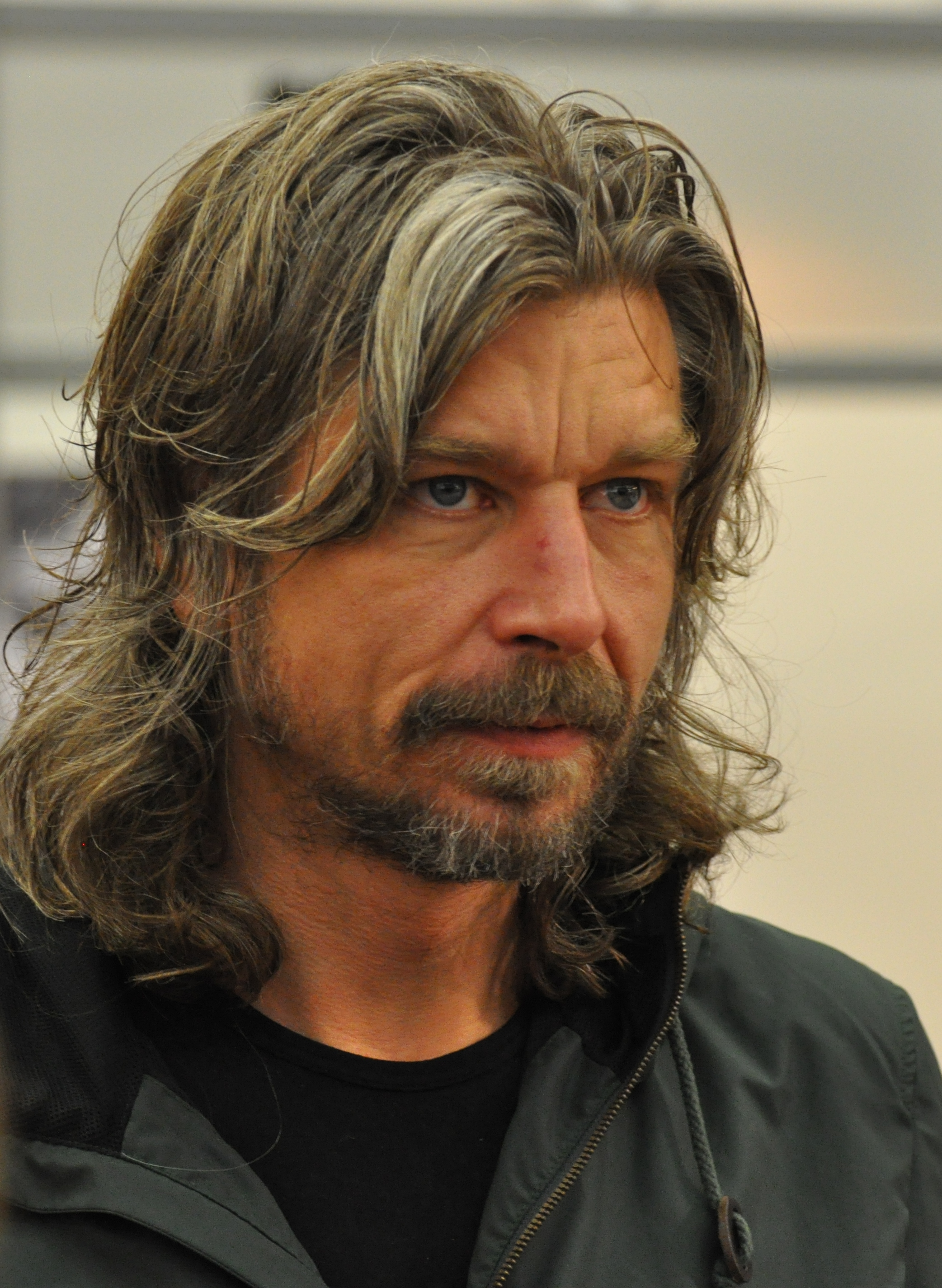
Karl Ove Knausgård

A Budapesti Nemzetközi Könyvfesztiválra rendszeresen külföldi vendégeket is hívnak, a magyar szerzők mellett. A Budapest-nagydíjat az évenként megrendezett Budapesti Nemzetközi Könyvfesztivál keretében a világ legrangosabb írói, költői közül kikerülő díszvendég veheti át. A díjat Karsai Zsófia tervezte. A díjazottak:
- 1995: Ernst Jandl
- 1996: Efrájim Kishon
- 1997: Kertész Imre
- 1998: Salman Rushdie
- 1999: Viktor Jerofejev
- 2000: Sławomir Mrożek
- 2001: Robert Merle
- 2002: Lawrence Norfolk
- 2003: Mario Vargas Llosa
- 2004: Günter Grass
- 2005: Paulo Coelho
- 2006: Jorge Semprún
- 2007: Umberto Eco
- 2008: Bret Easton Ellis
- 2009: Ljudmila Ulickaja
- 2010: Ámosz Oz
- 2011: Per Olov Enquist
- 2012: Claudio Magris
- 2013: Michel Houellebecq
- 2014: Sofi Oksanen
- 2015: Jonathan Franzen
- 2016: Jostein Gaarder[5]
- 2017: Orhan Pamuk
- 2018: Daniel Kehlmann
- 2019: Karl Ove Knausgård

## Programok
A rendezvényen a irodalmi estek, könyvbemutatók, konferenciák, szakmai viták mellett a látogatóknak lehetőségük van a külföldi és hazai írókkal való személyes találkozásra, illetve a gyermekek számára játszóház, meseprogramok, játékok, kreatív foglalkoztatás, felolvasás, bábelőadás, gyermekversek és zenei programok is elérhetőek.

## 2014
2014. április 24-27. között a Millenárison került megrendezésre a XXI. Budapesti Nemzetközi Könyvfesztivál (angol nevén: 21st International Book Festival Budapest), amelynek Törökország volt a díszvendége Bevezetésül április 23-án tartották meg a magyar-török együttműködéssel rendezett A szultán ajándéka – Négy corvina a szeráj könyvtárából című kiállítás megnyitó ünnepségét az Országos Széchényi Könyvtárban. A Könyvfesztivál Budapest-nagydíját Sofi Oksanen finn írónő vehette át.

## 2015
2015. április 23-26. között a Millenárison rendezték meg a XXII. Budapesti Nemzetközi Könyvfesztivált (angol nevén: 22nd International Book Festival Budapest). A díszvendégek évről évre gyarapodó sorát idén a kortárs irodalom egyik legjelentősebb alkotója, az 1959-ben született Jonathan Franzen amerikai író gazdagítja, aki a nyitónapon  a Millenáris Teátrumban a Budapest-nagydíjat veheti át. Az előző évek hagyományát követve a könyvfesztivál idén is a kerek születésnapjukat ünneplő jeles magyar írók Születésnapi Irodalmi Szalonjával zárul. A Tarján Tamás vezette rendezvény 2015-ös jubileumi évfordulós meghívottai: az idén 90 éves Nemeskürty István és Vitányi Iván, a 85 éves Csoóri Sándor, Réz Pál és Sándor Iván, a 80 éves Bertók László, Tőzsér Árpád és Vekerdy Tamás, a 75 éves Vathy Zsuzsa, a 70 éves Kovács István és Szörényi László, a 65 éves Csordás Gábor, Esterházy Péter, Kulcsár Szabó Ernő, Rakovszky Zsuzsa, Szilágyi Ákos és Vámos Miklós.

## 2016
2016-ban április 21-24. között rendezték meg a Könyvfesztivált, továbbra is a Millenárison. A rendezvény kiemelt vendége Szlovákia, író-díszvendége a norvég Jostein Gaarder regényíró, novellista és gyermekkönyv-szerző volt.

## 2017
2017-ben április 20. és 23. közt rendezték meg a Könyvfesztivált a szokott helyszínen. A díszvendég Orhan Pamuk Nobel-díjas török író, valamint három úgynevezett „visegrádi” ország: Csehország, Lengyelország és Szlovákia volt.

## 2018
2018-ban április 19. és 22. között rendezték meg a 25. Budapesti Nemzetközi Könyvfesztivált a  Millenárison. A negyedszázados rendezvény díszvendége Szerbia, díszvendég írója Daniel Kehlmann volt. A fesztiválon 26 ország 160 kiállítója vett részt.

## 2019
2019-ben április 25. és 28. között rendezik meg és 26. alkalommal a Budapesti Nemzetközi Könyvfesztivált. A rendezvény díszvendége Norvégia, és díszvendég írója Karl Ove Knausgård. A 2019-es könyvünnepen 24 ország képviselteti magát, a három és fél nap alatt közel 850 vendég – művészek, írók, tudósok – részvételével. A közönséget 145 kiállító színes könyvkínálattal, valamint író-olvasó találkozókkal, könyvbemutatókkal, dedikálásokkal, felolvasásokkal, koncertekkel és kiállításokkal – összesen csaknem 400 eseménnyel várja a Millenárison. Az első Budapesti Nemzetközi Könyvfesztivált 1994-ben tartották meg, így a 2019-es rendezvény egyúttal a 25. évfordulós, ezüstjubileumi ünnep, „silver jubilee”.

## 2020–2021
A 2020-as könyvfesztiválra április 23. és 26. között került volna sor, díszvendégként Szvjatlana Alekszievics belarusz szerzőt, a Csernobili ima íróját várták volna, valamint a díszvendég ország Spanyolország több neves írója is elígérkezett a rendezvényre. Március 11-én a szervezők bejelentették, hogy mivel a kormány a koronavírus-járvány okozta vészhelyzet miatt betiltotta a száz főnél nagyobb látogatottságú beltéri és 500 főnél nagyobb látogatottságú kültéri rendezvényeket, a 27. könyvfesztivált elhalasztották, előkészületeit felfüggesztették.
2021 tavaszán a járványhelyzet miatt ismét őszre halasztották a könyvfesztivált, amelynek új helyszínéül egyébként a Millenáris Park helyett a kőbányai Északi Járműjavító helyén létesített Eiffel Műhelyházat jelölték ki.
2021. szeptember 20-án a Magyar Könyvkiadók és Könyvterjesztők Egyesülésének Elnöksége úgy döntött, hogy a járványhelyzet fokozatos romlása miatt a november elejére tervezett Budapesti Nemzetközi Könyvfesztivál megrendezését ismét elhalasztja.

## 2022
A 27. Budapesti Nemzetközi Könyvfesztivál időpontja és helyszíne: szeptember 29-től október 2-ig, Millenáris Park. A díszvendég Szvjatlana Alekszievics Nobel-díjas belarusz író, a díszvendég ország Szlovákia.

## 2023
A Magyar Könyvkiadók és Könyvterjesztők Egyesülése év elején bejelentette, hogy a 28. Budapesti Nemzetközi Könyvfesztivált ismét ősszel, szeptember 28-től október 1-ig rendezik meg a Millenáris Parkban. Az eseményen díszvendég-országa Hollandia lesz.